# Análise fatorial
A Análise Fatorial é uma técnica da estatística destinada a representar um processo aleatório multivariado por meio da criação de novas variáveis, derivadas das variáveis originais e, geralmente, em menor número, que representa as comunalidades do processo restando às variáveis espúrias serem não descritas pelo modelo fatorial. Para se testar a viabilidade do uso da análise fatorial em um conjunto de dados é possível realizar, dentre outros o teste KMO.